# Bruno Nicolai
Bruno Nicolai (Róma, 1926. május 20. – Róma, 1991. augusztus 16.) olasz filmzeneszerző, legismertebb szerzeményei westernfilmekben, illetve spagettiwesternekben hallhatók.

## Pályája
Karrierje az 1960-as években indult el. Tanulmányait a Santa Cecilia Konzervatóriumban végezte, ahol barátságot kötött Ennio Morricone zeneszerzővel.

Több olasz és spanyol western zenéjének a megírásában. Igaz több film nem annyira kiemelkedő a filmtörténetben, de Nicolai tehetsége vitathatatlan.

Westernek mellett bűnügyi filmek zenéjének megírásában is részt vett.
A Franco Neróval forgatott Egy kincskereső Mexikóban c. spagettiwesternben Morriconéval részt vállalt a filmezene megírásában, korábban pedig A halál csöndjében. További fontos művének tekinthető az Arany a prérin filmzenéjének a szerzése. 1988-ban a Vadgesztenye és Blue c. kései amerikai westernhez járult hozzá utoljára, attól kezdve visszavonult.